# Archidendron quocense
Archidendron quocense là một loài thực vật có hoa trong họ Đậu. Loài này được (Pierre) I.C.Nielsen miêu tả khoa học đầu tiên.

## Hình ảnh

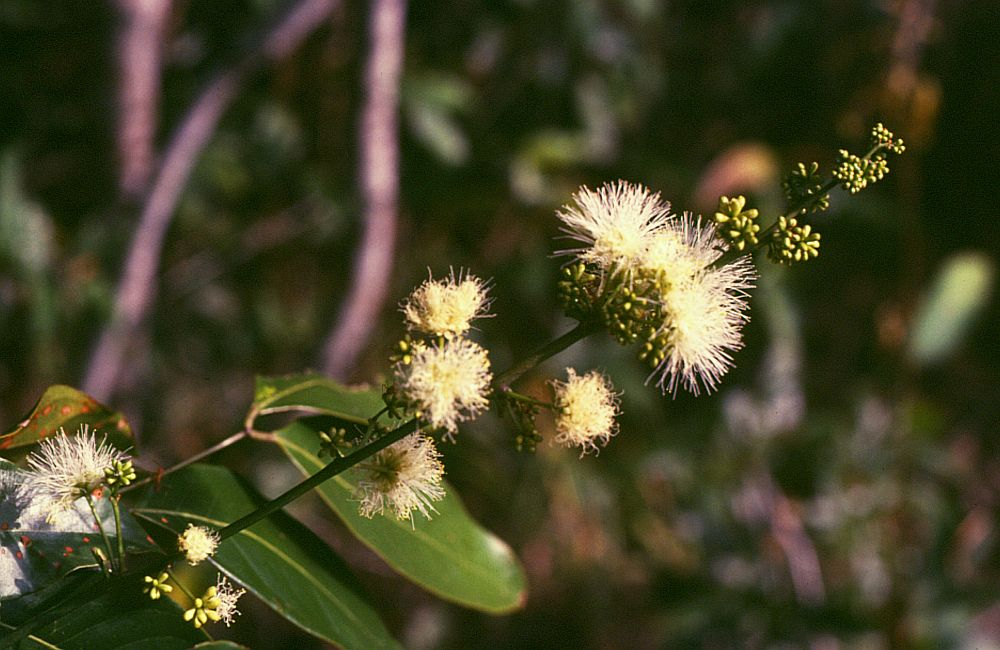
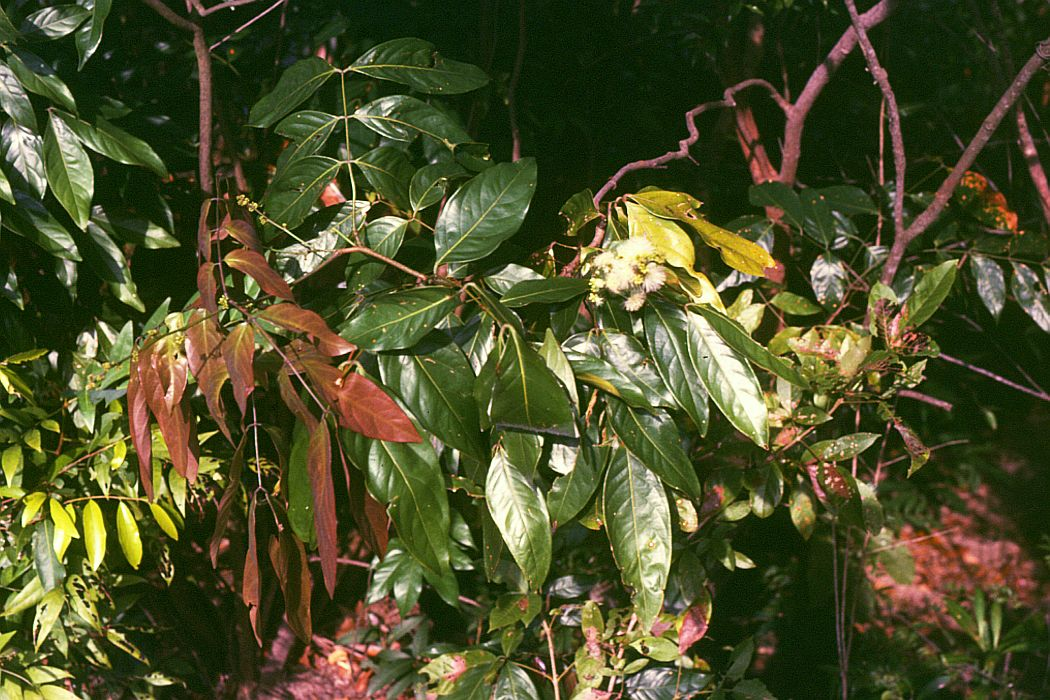